# Herder-Bibel
Die Herder-Bibel ist eine im katholischen deutschsprachigen Raum verbreitete Bibelübersetzung.  Sie entstand als Textgrundlage für das ab 1937 im Verlag Herder erschienene mehrbändige Werk Herders Bibelkommentar. Die Heilige Schrift für das Leben erklärt.  Zu den Übersetzern gehörten namhafte Theologen wie  Hermann Bückers, Edmund Kalt,  Peter Ketter und Willibald Lauck. Das Buch der Psalmen ist eine Übertragung der Benediktiner der Erzabtei Beuron.
Zwischen 1968 und 1984 erschien eine revidierte Fassung dieser Übersetzung mit dem Kommentar der Jerusalemer Bibel. 1978 wurde von den zuständigen Bischofskonferenzen die Einheitsübersetzung als verbindlicher Bibeltext in Verkündigung und Lehre approbiert, damit verschwand die Herderübersetzung aus dem öffentlichen Gebrauch.
Seit 2005 erscheint die Herder-Bibel wieder in verschiedenen Ausgaben (unter anderem als so genannte „Benedikt-Bibel“). Der Text wurde von Johannes Franzkowiak behutsam dem heutigen Sprachgebrauch angepasst. 